# Поляков, Кузьма Дмитриевич
Кузьма Дмитриевич Поляков (1 ноября 1913, Соломенное, Белгородский уезд, Курская губерния, Российская империя — 19 февраля 1979, Шебекино, Белгородская область, РСФСР, СССР) — старшина Красной армии, участник Великой Отечественной войны и полный кавалер ордена Славы.

## Биография
Родился 1 ноября 1913 года в селе Соломенное (ныне часть села Таврово, Белгородский район, Белгородская область) в семье рабочего. По национальности — русский. Получил неполное среднее образование. Начал работать в домашнем хозяйстве, затем — в колхозе.
С 1941 года в Красной армии. В декабре того же года начал принимать участие в боях Великой Отечественной войны. За время войны получил четыре ранения. Участвовал в Барвенково-Лозовской операции, Сталинградской битве , Белгородско-Харьковской наступательной операции, битве за Днепр, Никопольско-Криворожской и Одесской наступательных операциях, Львовско-Сандамирской операции, Сандомирско-Силезской, Нижне-Силезской, Верхнесилезской, Берлинской и Пражской наступательных операциях.
19 августа 1944 года близ села Кемпе (ныне Сташувский повят, Свентокшиское воеводство, Польша) помощник командира взвода Кузьма Поляков разбил взвод на два отделения и взвод атаковал вражескую траншею с двух сторон. В итоге у солдат противника началась паника и они отступили со своих позиций,  в этом бою Поляков лично уничтожил 10 вражеских солдат и захватил языка. За этот бой он был представлен командиром полка к награждению орденом Отечественной войны 2-степени, но 30 августа того же года был награждён орденом Славы 3-й степени.
18 января 1945 года во время боя за город Жарки (Мышкувский повят, Силезское воеводство, Польша), Поляков одним из первых ворвался в город и уничтожил пулемётный расчёт, что обеспечило дальнейшее продвижение советской пехоты. 16 февраля 1945 года он был награждён орденом Славы 2-й степени.
15 марта 1945 года во время боя за город Гротткау (Бжегский повят, Опольское воеводство, Польша) Поляков заменил выбывшего из строя командира взвода. Поднял в атаку взвод, во время этой атаки была захвачена вражеская траншея, а Поляков лично уничтожил 14 вражеских солдат и ещё пятерых захватил в плен. 27 июня 1945 года он был награждён орденом Славы 1-й степени, став полным кавалером ордена Славы.
Демобилизовался в 1945 году в звании старшины. После демобилизации жил в городе Шебекино (Белгородская область), где работал строителем. Жил в доме для престарелых в этом же городе. Скончался 19 февраля 1979 года.

## Награды
Кузьма Дмитриевич имел следующие награды:
- Орден Славы 1-й степени (27 июня 1945 — № 3747)[3];
- Орден Славы 2-й степени (16 февраля 1945 — № 21191)[4];
- Орден Славы 3-й степени (30 августа 1944 — № 111300)[5];
- так же ряд медалей.